# Liife
Liife è un singolo del rapper statunitense Desiigner pubblicato il 27 giugno 2017.

## Tracce
1. Liife – 3:17